# Cosmix banditos
Cosmix banditos (titre original : Cosmic banditos, a Contrabandista's Quest for the Meaning of Life) est un roman humoristique de l'auteur américain Allan Weisbecker (en), publié pour la première fois en 1986. La traduction française est publiée en 1992 dans la collection Série Noire dirigée par Patrick Raynal. 

## Résumé
L'histoire traite de la découverte de l'existence de théories de physique quantique par un trafiquant de drogue et une bande de banditos sud-américains (en permanence sous l'influence de l'alcool et de la cocaïne) qui l'avaient recueilli alors qu'il était poursuivi par la CIA.